# Zanthoxylum harmsianum
Zanthoxylum harmsianum là một loài thực vật có hoa trong họ Cửu lý hương. Loài này được (Loes.) P. Wilson miêu tả khoa học đầu tiên năm 1910.